# Hedi Sehr

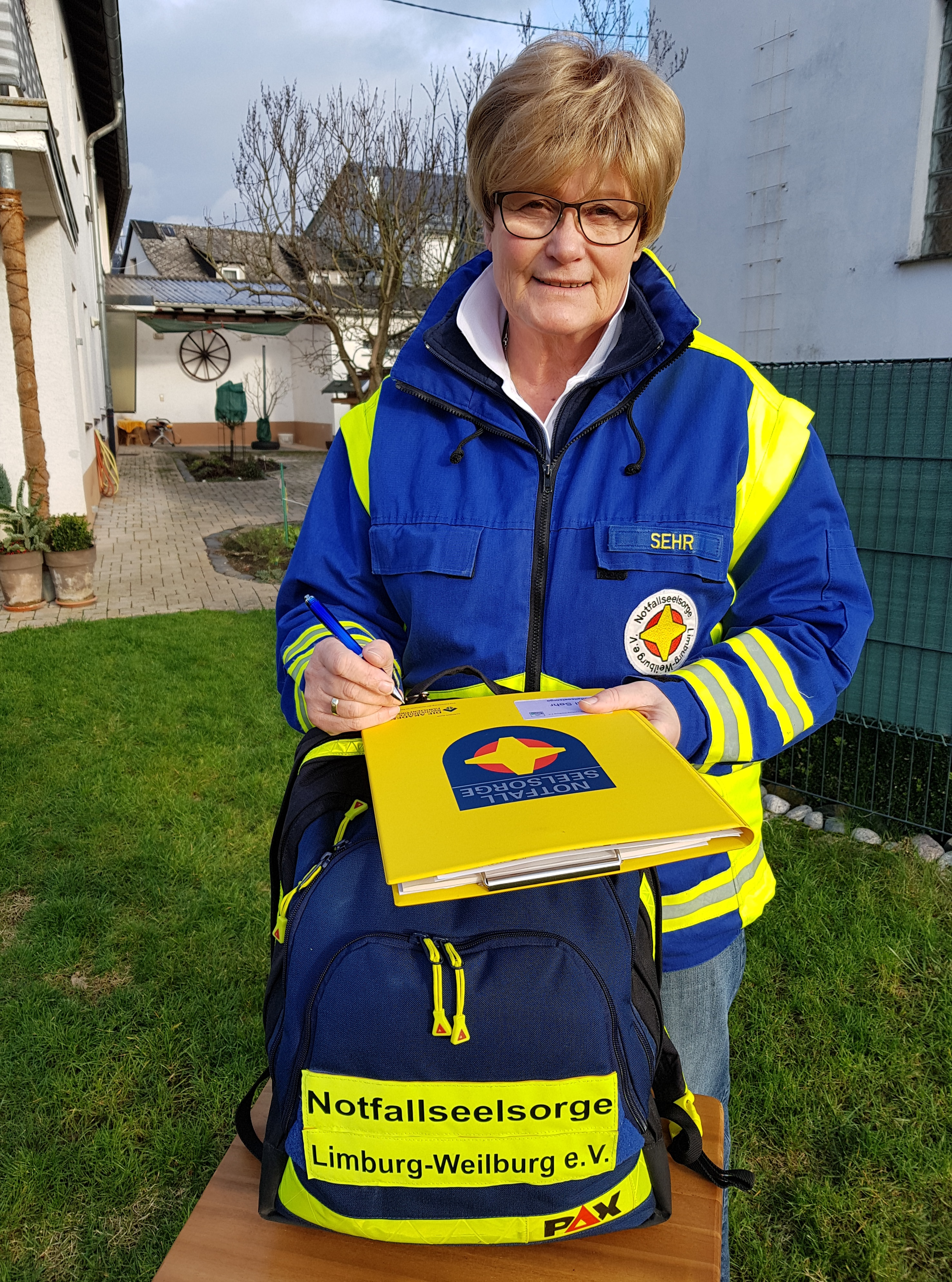
Hedi Sehr, 2019

Hedwig Katharina „Hedi“ Sehr, geb. Heidger (* 13. Januar 1953 in Münstermaifeld) ist eine ehrenamtliche deutsche Notfallseelsorgerin und Feuerwehrfrau. Sehr ist Trägerin des Bundesverdienstkreuzes.

## Leben und Wirken
Sehr wurde als Tochter des Landwirts Josef Heidger und seiner Ehefrau Maria geboren und wuchs im Elternhaus in Moselsürsch auf, in dem auch ihr Großvater, der Landtagsabgeordnete Peter Mieden, lebte. Sie besuchte bis Juli 1967 die Volksschule in Moselsürsch und danach die zweijährige kaufmännische Berufsfachschule in Koblenz mit dem Abschluss der Mittleren Reife. Ihr beruflicher Werdegang begann bei der Landwirtschaftskammer Rheinland-Pfalz und bei der Landsiedlung Rheinland-Pfalz GmbH in Koblenz. Dort war Sehr bis zu ihrem Umzug nach Beselich (Landkreis Limburg-Weilburg) im Oktober 1973 als Sachbearbeiterin beschäftigt. Anschließend war sie bis zur Geburt des ersten Kindes 1975 beim Verlag Josef Knecht in Limburg an der Lahn als kaufmännische Angestellte tätig.
Danach widmete sie sich insbesondere ihrer Familie und ehrenamtlichen Tätigkeiten. Sehr berichtete jahrzehntelang als freie Reporterin für lokale Tageszeitungen. In diesem Zusammenhang erhielt sie für hervorragende fotografische Leistungen beim „Deutschen Zeitungsleser-Photowettbewerb“ des Photoindustrie-Verbandes die „Blende 1987“ in Bronze.
Hedi Sehr ist seit September 1973 mit Franz-Josef Sehr verheiratet und hat zwei Töchter und einen Sohn. Sie lebt in Beselich-Obertiefenbach.

### Notfallseelsorge
Sehr war Gründungsmitglied der am 4. September 1996 gegründeten Notfallseelsorge Limburg-Weilburg e. V. (NFS), deren Vorstand sie bis März 2023 ununterbrochen angehörte und deren ehrenamtliche Vorsitzende sie von 2003 bis März 2023 war. Mit dieser Aufgabe hingen insbesondere die Gewährleistung der täglichen Einsatzbereitschaft rund um die Uhr, die Führung von 20 bis 30 ehrenamtlichen Mitarbeitern sowie deren Zertifizierung zusammen. Der NFS wurden im Jahr 2010 der erste Bürgerpreis ehrenamtliches Engagement der Nassauischen Neuen Presse und der Kreissparkasse Limburg verliehen. Im September 2022 zeichnete die Stadt Weilburg die NFS mit dem Konradspreis mit einem Preisgeld der Kreissparkasse Weilburg aus. In den Jahren 2016 und 2017 war sie die Initiatorin für Ausstellungen zum Thema „Mein Koffer für die letzte Reise“. Seit Bestehen der Notfallseelsorge ist Sehr auch aktive zertifizierte Mitarbeiterin für die Betreuung von Betroffenen in Notfällen sowie für die Psychosoziale Notfallversorgung (PSNV) und die Stressbearbeitung nach belastenden Ereignissen (SbE) für Einsatzkräfte der Behörden und Organisationen mit Sicherheitsaufgaben (BOS).
Sehr organisierte in den Jahren 1998 bis 2000 die ersten drei Hessische Fachtagungen für Notfallseelsorge und Krisenintervention in Weilburg und in Beselich-Obertiefenbach. Auf Landesebene arbeitete sie eng mit der Evangelische Kirche in Hessen und Nassau (EKHN) zusammen. Nach dem Erreichen ihres 70. Lebensjahres kandidierte sie nicht mehr für eine Führungsposition und schied nach 26 Jahren mit der Ernennung zur Ehrenvorsitzenden im März 2023 aus dem Vorstand aus. Seit 2023 ist Sehr ehrenamtlich insbesondere in der Trauerarbeit im Bistum Limburg und in einer Rettungshundestaffel des Katastrophenschutzes tätig.

### Feuerwehrwesen
Im Januar 1983 trat sie der Freiwilligen Feuerwehr Beselich-Obertiefenbach (FF) bei. Sie baute die Brandschutzerziehung als eine der ersten Feuerwehren auf und war anschließend 28 Jahre von 1982 bis 2010 Verantwortliche für die diesbezügliche Planung, Vorbereitung und Durchführung von jährlichen Begegnungen mit Kindergarten- und Schulkindern. Als mehrmals gewähltes Vorstandsmitglied und aktive Pressewartin der FF in der Zeit von 1986 bis 2007 trat sie besonders als Fotografin bei allen Aktionen und Ereignissen rund um die Feuerwehr und darüber hinaus in Erscheinung. Als aktives Mitglied der Einsatzabteilung von 1995 bis 2010 nahm sie erfolgreich an Lehrgängen auf Kreisebene und an der Hessischen Landesfeuerwehrschule und vielfach an den Hessischen Feuerwehrleistungsübungen teil. Zudem war Sehr Mitglied des Festausschusses zum 125-jährigen Bestehen der FF im Jahr 2005. Im Januar 2013 wurden ihre hervorragenden Leistungen von der Mitgliederversammlung durch die Ernennung zum Ehrenmitglied gewürdigt.
Von 1995 bis 2020 war Sehr für die Gemeinde Beselich verantwortlich für den Aufbau der Brandschutzerziehung und -aufklärung sowie für die diesbezügliche Planung, Vorbereitung und Durchführung von jährlichen Begegnungen mit Kindergarten- und Schulkindern und von Projektwochen mit der Grundschule Beselich. Zudem betätigte sie sich als Pressesprecherin von 2001 bis 2010.
Als Mitglied des Arbeitskreises Brandschutzerziehung und -aufklärung im Kreisfeuerwehrverband Limburg-Weilburg sorgte sie von 1992 bis November 2002 mit dafür, dass Angehörige aus mehr als 100 Feuerwehren fachlich aus- und fortgebildet wurden.

### Kirchliches Engagement
Sehr engagierte war von 1977 bis 1986 Mitglied des Pfarrgemeinderat der Kirchengemeinde St. Ägidius Obertiefenbach. Zudem gehört sie zu den Gründerinnen der Gruppe „St. Christina“ der Katholischen Frauengemeinschaft im Jahr 1980 und war deren erste Vorsitzende sowie Vorstandsmitglied von 1980 bis 1998.

### Fastnacht
Die Fastnachtskampagne 2013/14 führte Hedi Sehr mit ihrem Ehemann Franz-Josef als Prinzenpaar an. Zudem war von 1996 bis 2007 und seit 2015 wieder Gardistin und inzwischen Ehrengardistin in der Obertiefenbacher Fastnachtsgarde von 1995.

### Mitgliedschaften
Sehr ist förderndes Mitglied in weiteren Vereinen und Gruppierungen (z. B. TuS Obertiefenbach, Freundeskreis Beselicher Kapelle, Malteser Hilfsdienst, Freiwillige Feuerwehr Niedertiefenbach, Fastnachtsgemeinschaft Obertiefenbach). Sie ist Mitglied der Christlich Demokratischen Union Deutschlands (CDU).

## Auszeichnungen und Ehrungen

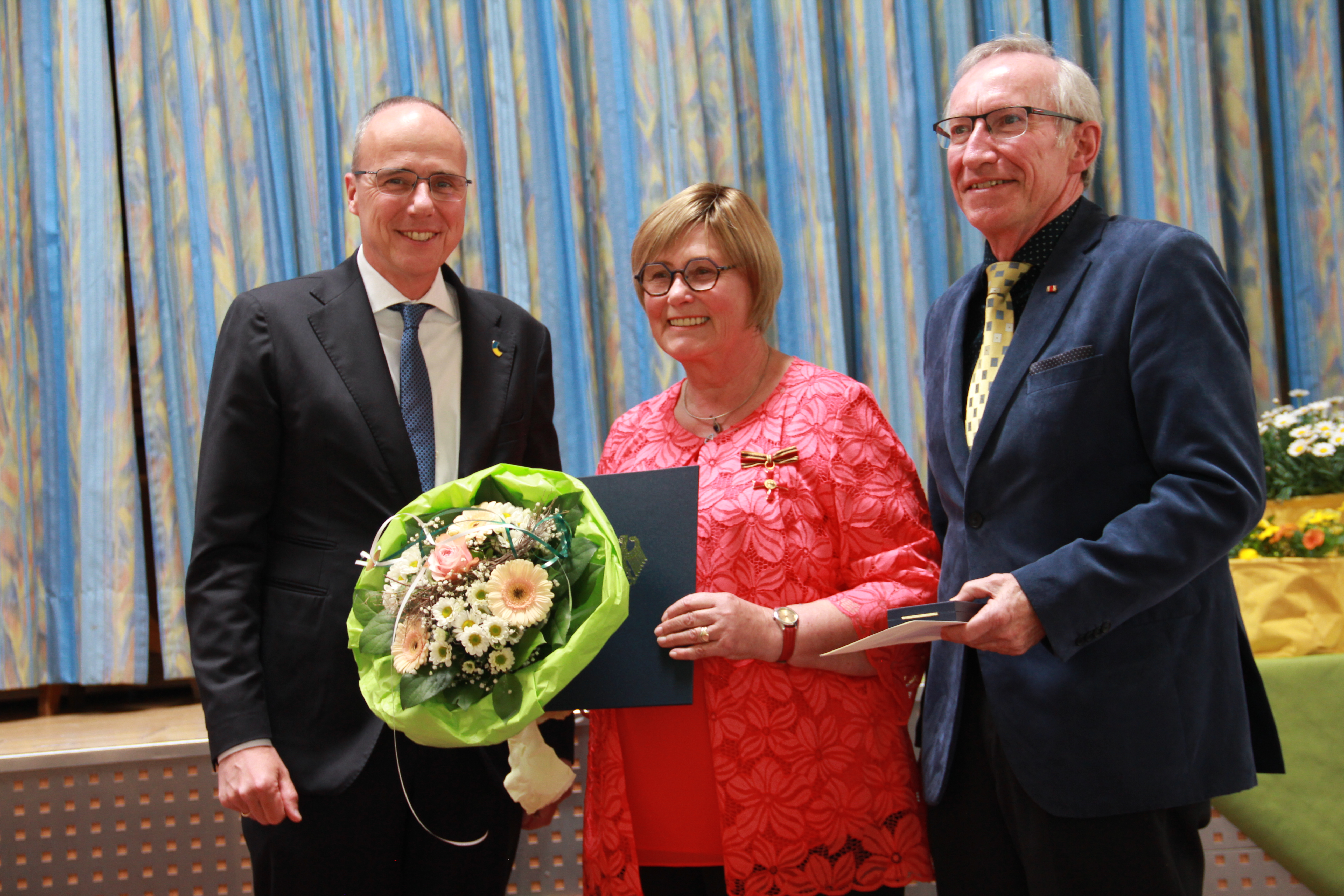
Überreichung des Bundesverdienstkreuzes an Hedi Sehr: Peter Beuth (links), Franz-Josef Sehr (rechts)

Im Dezember 2020 wurde ihr als außergewöhnliche Anerkennung ihrer Tätigkeiten das Bundesverdienstkreuz am Bande durch Bundespräsident Frank-Walter Steinmeier verliehen. Die feierliche Überreichung der Verleihungsurkunde erfolgte coronabedingt am 6. Mai 2022 durch den Hessischen Innenminister Peter Beuth, bei der Landrat Michael Köberle, der Erste Kreisbeigeordnete Jörg Sauer, MdL Tobias Eckert, MdL Andreas Hofmeister sowie MdL und Kreistagsvorsitzender Joachim Veyhelmann teilnahmen.
Neben weiteren örtlichen, feuerwehr- und notfallseelsorgebezogenen Anerkennungen nahm Hedi Sehr folgende Auszeichnungen entgegen:
- Die Blende in Bronze (1987)
- Ehrenbrief des Landes Hessen (1995)
- Blutspende-Ehrennadel in Gold (1999)
- Hessisches Feuerwehrleistungsabzeichen in Eisen (2000), Bronze (2001), Silber (2002) und Gold (2003)
- Ehrenmedaille des Nassauischen Feuerwehrverbandes in Silber (2006)
- Deutsche Feuerwehr-Ehrenmedaille des Deutschen Feuerwehrverbandes (2019)

- Ehrenmitglied der Freiwilligen Feuerwehr Beselich-Obertiefenbach (01/2013)
- Ehrenvorsitzende der Notfallseelsorge Limburg-Weilburg e. V. (03/2023)

## Publikationen
Als Autorin bzw. Mitautorin
- Freiwillige Feuerwehr Beselich-Obertiefenbach e. V. (Hrsg.): 100 Jahre Freiwillige Feuerwehr Obertiefenbach. Beselich 1986, ISBN 3-926262-02-8.
- Freiwillige Feuerwehr Beselich-Obertiefenbach e. V. (Hrsg.): 125 Jahre Freiwillige Feuerwehr Obertiefenbach. Beselich 2005, ISBN 3-926262-03-6.
- Notfallseelsorge Limburg-Weilburg e. V. (Hrsg.): Jakob, Katharina und Paul nehmen Abschied von Opa Karl: ein Leitfaden für betroffene Familien. Verlag am Birnbach, Beselich-Obertiefenbach 2012, ISBN 978-3-86508-468-2.
- Notfallseelsorge Limburg-Weilburg e. V. (Hrsg.): Mein Koffer für meine letzte Reise: eine Aktion im Rahmen des 20jährigen Jubiläums der Notfallseelsorge Limburg-Weilburg e. V. 1. Auflage. Beselich-Obertiefenbach 2016, DNB 1126667323.
- Notfallseelsorge Limburg-Weilburg e. V. (Hrsg.): Mein Koffer für meine letzte Reise: eine Aktion im Rahmen des 20jährigen Jubiläums der Notfallseelsorge Limburg-Weilburg e. V. 2. Auflage. Beselich-Obertiefenbach 2017, DNB 1144201810.
- Zusammenstellung der Veröffentlichungen von Hedi Sehr in der Hessischen Bibliographie im Hessischen Bibliotheks-Informations-System (HeBIS)